# Luxembourg Approach Controllers Association
La Luxembourg Approach Controllers Association (LACA) est l'organisation représentative des contrôleurs d'approche à l'Aéroport de Luxembourg-Findel. Les contrôleurs à la tour de contrôle sont représentés par une autre organisation, la Guilde Luxembourgeoise des Contrôleurs de la Circulation Aérienne (GLCCA). L'association s'oppose au sous-traitance  de la navigation aérienne à une compagnie allenmande ou belge,,.
Tous les contrôleurs aériens à Luxembourg sont employés par l'Administration de la Navigation Aérienne.
Créée en février 2003 avec 9 contrôleurs, elle compte 20 membres et 5 membres honoraires en 2019. Son président est M. Ralph Roller.